# Sünuhi Arsan
Sünuhi Arsan (* 1899 in Istanbul; † 29. Mai 1970) war ein türkischer Jurist und von 1962 bis 1964 der erste Präsident des türkischen Verfassungsgerichts.

## Laufbahn
In den Jahren 1923/1924 schloss Arsan sein Studium an der juristischen Fakultät der Darülfünun ab. Am 18. August 1924 wurde er Richter am Amtsgericht in Kocaeli. Am 16. September 1946 wurde er zum Mitglied und am 2. August 1950 zum Vizepräsidenten des Kassationshofs der Türkei ernannt.
Am 22. Juni 1962 wurde Arsan zum ersten Präsidenten des Verfassungsgerichts der Türkei gewählt und bekleidete dieses Amt bis zum 13. Juli 1964.